# سینمای هند
سینمای هند عبارت است از فیلم‌هایی که در سراسر شبه‌قاره هند تولید می‌شود که شامل فرهنگ سینمایی مناطق آندرا پرادش، آسام، بیهار، گجرات، هاریانا، جامو و کشمیر، جارکند، کارناتاکا، مهاراشترا، کرالا، مانیپور، ادیشا، پنجاب، راجستان، تامیل نادو، اوتار پرادش و بنگال غربی می‌شود.
فیلم‌های هندی با ورودشان سرتاسر آسیای جنوبی، خاورمیانه بزرگ، آسیای جنوب شرقی و شوروی سابق را تحت سیطره خویش درآوردند. سینما در هند به عنوان یک رسانه به سرعت محبوبیتی عمومی یافت به شکلی که سالانه بیش از۱۰۰۰فیلم به زبان‌های مختلف هندی در این سینما تولید می‌شود. این سینما در کشورهایی چون انگلستان و ایالات متحده آمریکا، از میان مهاجران، مخاطبانی بین‌المللی با زبان‌های مختلف یافته‌است. جایزه داداصاحب پالکی پرطرفدارترین و معتبرترین جایزه سینمای هند است که به افتخار نام او از سال ۱۹۶۹ توسط دولت هند و برای یک عمر فعالیت هنری، اهدا می‌شود.

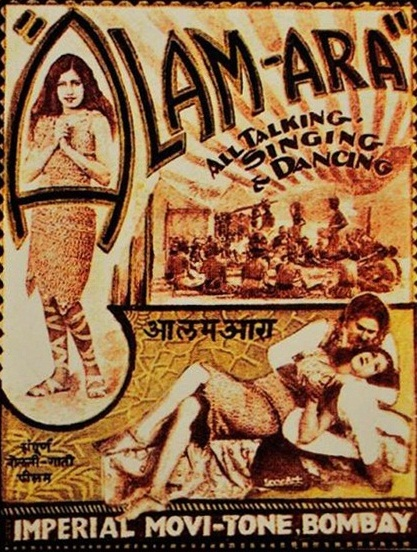
پوستر فیلم آلام آرا، ۱۹۳۱

در سدۀ بیستم، سینمای هند در کنار هالیوود و سینمای چین به جایگاهی جهانی دست پیدا کرد. در پایان سال ۲۰۱۰ گزارش داده شد که از نظر تولید سالیانه، سینمای هند در رتبه اول قرار دارد و پس از آن سینمای نیجریه (نالیوود)، هالیوود و سینمای چین در رتبه‌های بعدی قرار دارند.
صنعت سینمای هند در سال ۲۰۱۱ درآمدی بیش از ۱٫۸۶ میلیارد دلار داشته‌است که پیش‌بینی شده‌است این رقم تا سال ۲۰۱۶ به ۳ میلیارد دلار برسد. در حقیقت، فناوری پیشرفته راه را برای گذشتن این سینما از هنجارهای معین سینمایی در به دست دادن محصول و تغییر دادن ذائقهٔ مخاطبان، باز کرده‌است؛ فیلم‌هایی بر اساس جلوه‌های ویژه و داستان‌های علمی و ابرقهرمانی مانند Entiran, Ra.one, Eega و Krrish 3، سینمایی پرفروش پدیدآورده است. بر این اساس، سینمای هند بازار بزرگی برای نمایش فیلم‌هایش در بیش از ۹۰ کشور دنیا یافته‌است.
کارگردانانی چون ساتیاجیت رای، ریتویک گاتاک، مرینال سن، آدور گوپال‌کریشان، بودادب داسگوپتا، جی آرویندان، آپارنا سن، شاجی. ان کارون و گیریش کاساروالی سهم قابل‌توجهی از سینمای موازی با دیگر سینماهای مطرح را به خود اختصاص داده و تحسین جهانی را برانگیخته‌اند. فیلم‌سازان دیگری هم مانند شکهار کاپور، میرا نایر و دیپا ومهتا به موفقیت‌هایی خارج از سینمای هند دست یافته‌اند. دولت هند نیز بازارهای هدفش برای ارسال فیلم را به کشورهایی مانند آمریکا و ژاپن گسترش داده در حالی که صنف تهیه‌کنندگان فیلم‌های داخلی، مأموریت‌های مشابهی را در سراسر اروپا پی گرفته‌اند؛ در همین راستا سیوانی گانسان و اس. وی زانگا رائو اولین جوایز مهم بین‌المللی خود را برای بهترین بازیگری در جشنواره آفریقا-آسیا در قاهره و جشنواره فیلم اندونزی در جاکارتا برای فیلم‌های ویراپاندیا کاتابومن و نارتانساسالا در سال‌های ۱۹۵۹ و ۱۹۶۳ کسب کردند.
هند بزرگ‌ترین تولیدکننده فیلم در جهان است. در سال ۲۰۰۹، هند در مجموع ۲۹۶۱ فیلم سلولوئیدی ساخت که شامل ۱۲۸۸ فیلم بلند می‌شده‌است. فراهم آمدن امکان سرمایه‌گذاری خارجی صد درصدی، بازار سینمای هند را برای کمپانی‌های فیلم‌سازی بزرگی چون فاکس قرن بیستم، سونی پیکچرز، والت دیزنی پیکچرز و برادران وارنر جذاب کرده‌است. کمپانی‌های هندی نیز چون سان پیکچرز، زی، یوتی‌وی سورش و آدلابز نیز در تولید و توزیع فیلم‌ها مشارکت می‌کنند. مشوق‌های مالیاتی چندگانه نیز بر رونق سهام در هند مؤثر بوده‌است. در سال ۲۰۰۳ بیش از ۳۰ کمپانی فیلم‌سازی در لیست بورس اوراق بهادار ملی هند وجود داشت که حضور تجاری قابل‌قبولی را نشان می‌دهد.

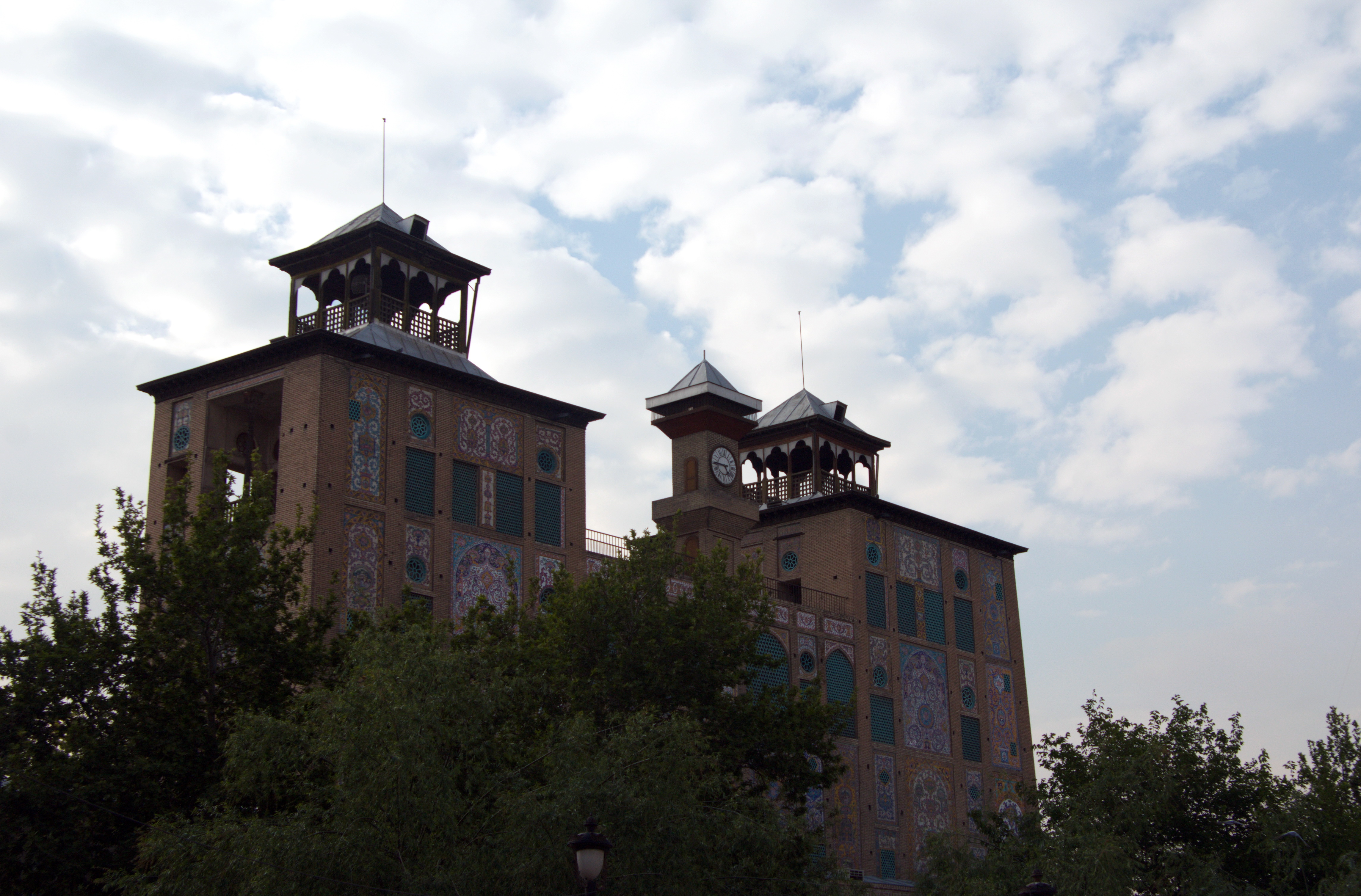
پوستر فیلم گلستان

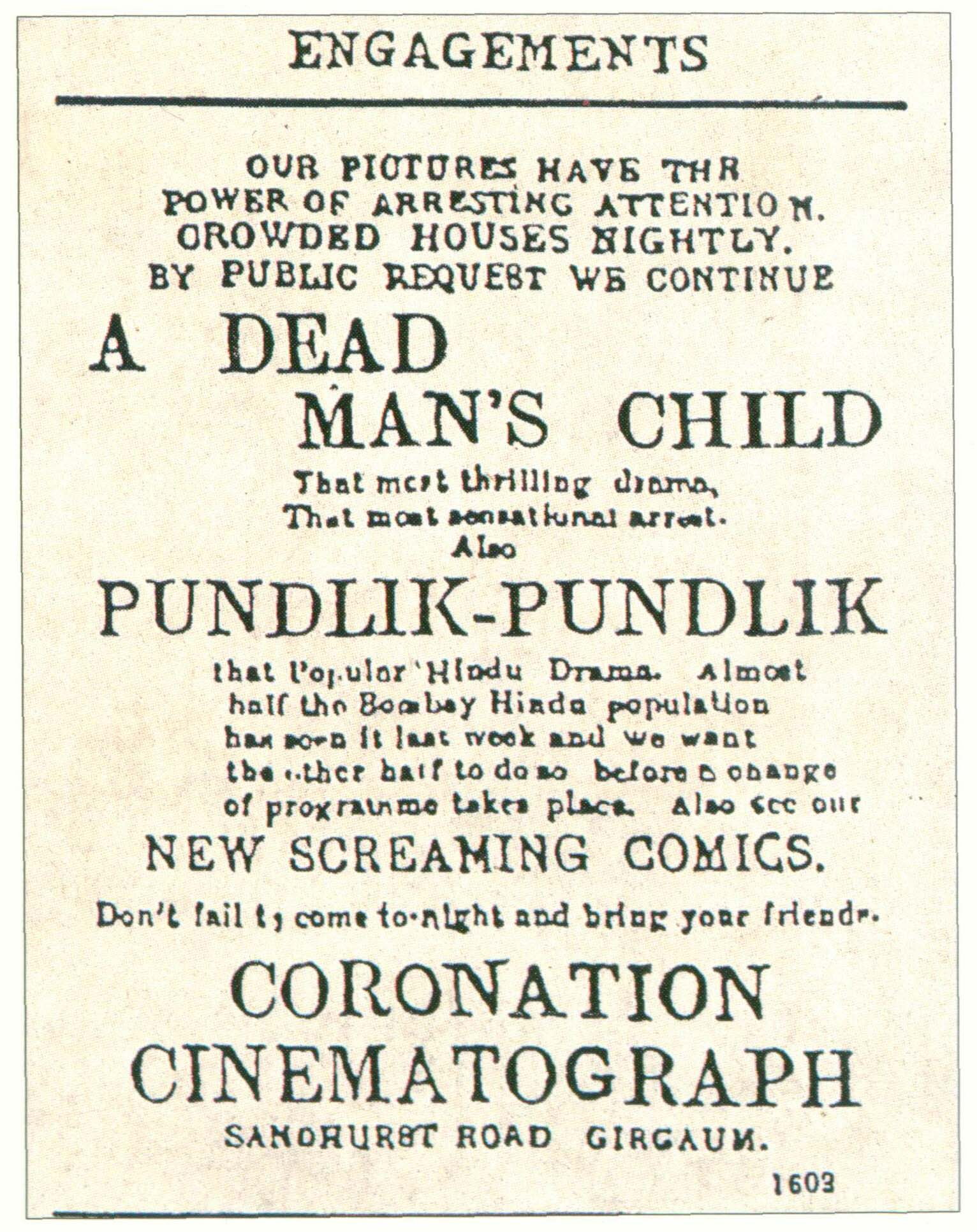
آگهی روزنامه تایمز هند برای تبلیغ اولین فیلم بلند سینمای هند در روز ۲۵ می ۱۹۱۲ به نام شری پوندالیک ساخته داداصاحب ترون

صنعت فیلم‌سازی جنوب هند نیز چهار فرهنگ فیلم‌سازی جنوب هند را به عنوان یک موجودیت واحد تعریف می‌کند؛ این چهار صنعت فیلم‌سازی عبارتند از کانارا، مالایالام، تامیل و تلوگو. اگرچه این صنعت برای دوره‌ای طولانی به صورت مستقل پیش رفته، اما تبادل ناخالص عوامل فیلم و تکنسین‌ها و همین‌طور جهانی‌شدن، به شکل‌گیری این هویت تازه یاری رسانده‌است.
جامعه هندی‌های خارج از کشور، متشکل از میلیون‌ها هندی است که برای دسترسی به فیلم‌های ساخته شده، از خرید دی‌وی‌دی و پخش فیلم‌ها در کشورهای محل اقامت خود و در هر کجا که امکان عرضه به صورت تجاری فراهم باشد، استفاده می‌کنند. این درآمد گاهی تا ۱۲ درصد از فروش خالص فیلم را تشکیل می‌دهد که در مجموع رقمی برابر ۱٫۳ میلیارد دلار را در سال ۲۰۰۰ به خود اختصاص داده‌است. موسیقی در سینمای هند نیز منبع دیگری برای کسب درآمد است به‌طوری‌که حقوق حاصل از پخش آن‌ها در فیلم‌ها به تنهایی، رقمی برابر ۴–۵ درصد درآمد خالص فیلم در هند را تشکیل می‌دهد.

## تاریخچه
به دنبال نمایش تصاویر متحرک لومیر در لندن در سال ۱۸۸۵، شور سینما سراسر اروپا را دربرگرفت و موافق ژوئیه ۱۸۹۶، فیلم‌های لومیر در بمبئی نمایش داده شدند. سال پس از آن، ارائه فیلمی توس خود پروفسور استیونسون، اجرایی صحنه‌ای در تئاتر استار کلکته را برجسته کرد. با تشویق استیونسون و دوربین هیرالال سن، عکاس هندی، فیلمی از صحنه‌های آن اجرا ساخته شد که گل ایران‌زمین (۱۸۹۸) نام گرفت. کشتی‌گیرها (۱۸۹۹) ساخته اچ.اس. بهاتاودکار، یک مسابقه کشتی‌گیری را در باغ‌های معلق بمبئی نمایش می‌دهد که اولین فیلمی است که تمام آن توسط یک هندی گرفته شده‌است؛ این فیلم همچنین اولین فیلم مستند هندی نیز به‌شمار می‌آید.
اولین فیلم هندی که در هند به نمایش درآمد، فیلم صامتی به نام شری پوندالیک بود که در مراتی و توسط داداصاحب ترون ساخته شد و در هجدهم می ۱۹۱۲ در بمبئی به نمایش درآمد. برخی معتقدند این فیلم نباید اولین فیلم هندی شناخته شود چراکه این فیلم یک ضبط عکاسی از بازی محبوب مرآتی بوده و فیلم‌بردار آن شخصی انگلیسی به نام جانسون بود. در ضمن این فیلم در لندن تولید شده بود.
اولین فیلم بلند در هند توسط داداصاحب پالکی ساخته شد؛ داداصاحب، پیشگام صنعت فیلم‌سازی هند، محقق زبان‌های هندی و فرهنگ هند و کسی بود که عناصر حماسی سانسکریت را گردآوری کرد تا فیلم صامت خود، راجا هاریشچاندرا (۱۹۱۳) را در مرآتی بسازد. نقش زنان را در فیلم، بازیگران مرد بازی کردند. این فیلم نمونه و پایه‌ای تاریخی در صنعت فیلم‌سازی هند به حساب می‌آید. تنها یک نسخه از فیلم تولید شده و در بمبئی و در سوم می ۱۹۱۳ به نمایش درآمد. این فیلم موفقیتی تجاری بود و راه را برای ساختن چنین فیلم‌هایی هموار کرد.
اولین زنجیره از سالن‌های نمایش فیلم به یک کارآفرین پارسی به نام جی.اف. مادان تعلق داشت که بر تولید سالانه ده فیلم نظارت کرده و آن‌ها را در سراسر شبه‌قاره هند توزیع می‌کرد. این سالن‌ها کار خود را از سال ۱۹۰۲ آغاز کردند. وی کمپانی فیلم‌سازی مادان را در کلکته بنیان گذاشت.

## مشخصه‌ها
در مورد سینمای هند نظریات زیادی وجود دارد. اما مشخصه‌های عمومی سینمای هند را چنین برشمرده‌اند:
- درونپردازی
- دارا و ندار بودن
- دوستان تا پای جان
- قهر و آشتی
- اندوه‌های نوستالژیک غلیظ